# Frankonia-Seilbahn
Koordinaten: 50° 34′ 19,8″ N, 12° 47′ 19,9″ O

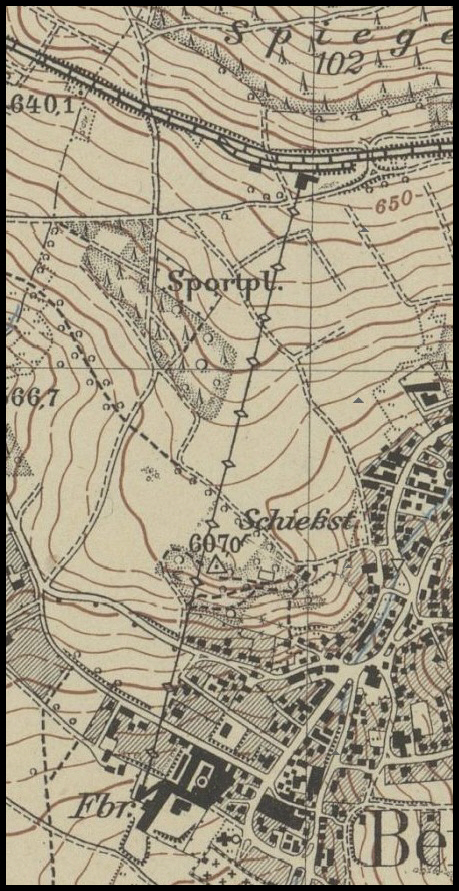
TK25 Blatt Schwarzenberg (1924)

Die Frankonia-Seilbahn war eine nur dem Güterverkehr dienende Luftseilbahn in Beierfeld. Sie verband die Bahnstrecke Zwönitz–Scheibenberg mit der Frankonia AG, dem damals mit Abstand größten Industriebetrieb Beierfelds.

## Geschichte
Die Lage des Bahnhofs Beierfeld an der 1900 eröffneten Strecke Zwönitz–Scheibenberg war für Beierfeld äußerst ungünstig. Aufgrund des großen Gefälles der Zufahrtsstraße zum Ort gestaltete sich insbesondere der Versand von Waren schwierig. Deswegen befasste man sich unter anderem mit der Errichtung einer Gleislosen Bahn oder einer reinen Güterbahn zum Bahnhof Schwarzenberg, diese Varianten scheiterten aber bereits in der Planungsphase.
Bedingt durch den Ersten Weltkrieg kam es zu einem Pferdemangel für Speditionszwecke. Insbesondere für die Frankonia AG, die Militärartikel produzierte, entwickelte sich die Lage immer schlechter, da sich dringend benötigte Warenlieferungen auf dem Bahnhof Beierfeld ansammelten.
Nachdem das Projekt einer Güterbahn 1916 abermals scheiterte, bevorzugte die Frankonia AG ab Herbst 1916 den Bau einer Luftseilbahn. Obwohl andere Industriebetriebe in Beierfeld einer Luftseilbahn ablehnend gegenüberstanden, weil mit dem Bau der Luftseilbahn die Frankonia AG als größter potenzieller Anschließer jegliches Interesse an einer Güterbahn verloren hätte und das Projekt Güterbahn selbiger damit endgültig gescheitert wäre, wurde im Februar 1917 mit den ersten Vermessungsarbeiten für eine Seilbahn begonnen.
Gebaut wurde die Seilbahn nach dem Bleichertschen System der Firma Adolf Bleichert & Co. Zunächst wurde die etwa 1,1 km lange Bahn mit einer rechtwinkligen Zwischenstation ab März 1917 von Soldaten errichtet. Durch ein Unwetter im November 1917 wurde zwölf schon fertiggestellte Masten der Seilbahn zerstört, sodass die Bauarbeiten erheblich verzögert wurden. Im Februar 1918 wurde schließlich nochmal der Verlauf der Seilbahn verändert, die Zwischenstation, die später als Stall genutzt wurde, entfiel und die Bahn verlief nun gerade von der Anschlussstelle bei km 9,795 der Strecke Zwönitz–Scheibenberg zum Fabrikgelände der Frankonia AG. Nach der technischen Abnahme der Seilbahn im Mai 1918 wurde am 15. Juni 1918 der Betrieb aufgenommen.
Bereits während der Inflation 1923 kam es zu einem Produktionsrückgang bei der Frankonia AG. Nachdem die Firma in der Weltwirtschaftskrise in Konkurs gegangen war, wurde der Betrieb auf der Seilbahn ganz eingestellt.

## Überreste
Bis 1934 war die Seilbahn komplett demontiert, heute sind lediglich noch die Fundamente einiger Masten und die Reste der Bergstation zu erkennen.